# Tractat d'Amistat Anglo-Japonès
El Tractat d'Amistat Anglo-Japonès (日 英 和 亲 条约, Nichi-Ei Washin Jōyaku) va ser un tractat entre el Regne Unit i el Japó signat el 14 d'octubre de 1854 a Nagasaki. El Regne Unit va estar representat per l'almirall James Stirling i pel Japó van signar els governadors de Nagasaki com a representants del shogunat Tokugawa. Com a resultat del tractat, els ports de Nagasaki i Hakodate es van obrir als vaixells britànics en accions limitades a la guerra de Crimea, i Gran Bretanya va rebre l'estatus de nació més afavorida amb altres potències occidentals. El 1858 es va ampliar amb el Tractat d'Amistat i Comerç Anglo-Japonès.